# Darrin Brown
Darrin Brown, född 28 oktober 1970 i Toronto, Ontario, är en kanadensisk skådespelare. Han är mest känd för rollen som mobbaren och senare HIV-positive Dwayne Myers i Degrassi Junior High och Degrassi High. 

## Filmografi i urval
| År        | Filmtitel            | Roll         |
| --------- | -------------------- | ------------ |
| 1987–1989 | Degrassi Junior High | Dwayne Myers |
| 1989–1991 | Degrassi High        | Dwayne Myers |

### Webbkällor
- Darrin Brown på Internet Movie Database (engelska)